# Посёлок отделения откормсовхоза
Посёлок отделе́ния откормсовхо́за — поселок в Таловском районе Воронежской области России.
Входит в состав Синявского сельского поселения. 

## Население
| 2010 |
| ---- |
| 0    |